# ASC Olympia București
Olympia București a fost primul club de fotbal din București, fiind înființat la 15 octombrie 1904, de tineri străini și câțiva români, printre care: Mario Gebauer, Lazăr Breyer, Theodor Davila, frații Grünberg, prof. Ioanide, Szalay, Mandel. 

## Începuturi
Dintre aceștia se disting două nume:Mario Gebauer despre care se spune că pe când era student în Elveția a venit în vacanță în 1885 la București și a adus cu el prima minge de fotbal și Theodor Davila care era fiul cunoscutului dramaturg Alexandru Davila, născut la Golești, ca fiu al doctorului Carol Davila și al Anicăi Racoviță (nepoata lui Iordache Golescu). 
Primul președinte a fost Mario Gebauer, secretar Lazăr Breyer, iar căpitan al echipei Charles Viereck. Terenul de joc era cel de la „Bolta Rece” (lângă Arcul de Triumf de azi).

Olympia este invitată în  octombrie 1906 la „Arenele Romane” cu ocazia unui eveniment politico-cultural de amploare care avea loc în parcul „Carol” (construit în acele timpuri): se sărbătoreau 1800 de ani de la încheierea războiului daco-roman, 40 de ani de la înscăunarea lui Carol cât și 25 de ani de la proclamarea României ca Regat. Cu această ocazie a fost oferit primul trofeu fotbalistic din România. Pentru a se pregăti de această sărbătoare cum se cuvine, jucătorii echipei, pe cheltuială proprie, au comandat șorturile de joc de la Paris, ghetele de joc de la Londra și mingea de la Köln. 

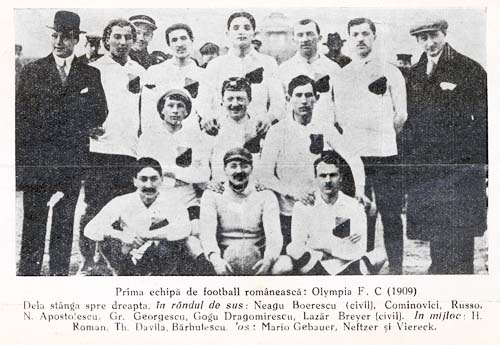
Olympia FC Bucuresti in 1909
De la stânga la dreapta - rândul de sus: Neagu Boerescu, Cominovici, Russo, N. Apostolescu, Gr. Georgescu, Gogu Dragomirescu, Lazar Breyer - în mijloc: H. Roman, Th. Davila, Bărbulescu -jos: Mario Gebauer, Neftzer, Viereck

## Prima campioană a României
Începând din 1909 participă la „Cupa Herzog” (competiție echivalentă cu primul campionat al  țării în conditiile Vechiului Regat) alături de Colentina București și United Ploiești și câștigă doi ani consecutiv titlul de campioană, în 1909-10 și 1910-1911 (următorul sezon a fost ultimul în care bătălia s-a dat doar între cele 3, numărul echipelor crescând la 6). Din lotul echipei făceau parte atunci: Gebauer, Hartman, Winter, L. Breyer, Davila, Kemeny, Grünberg, Hart, Niculescu, Apostolescu, Bărbulescu (unsprezecele de bază). Acestora li s-au mai adăugat: Roman, Cominovici, Mincu, G. Vraca, C. Rădulescu, frații Brebeteanu, frații Volvoreanu, Miti Niculescu, Șuțu, Drăghici, G. Dragomirescu, Țane Săvulescu.

## Declinul
În preajma anului 1915 echipa se destramă. O parte dintre jucători sunt mai mult atrași de rugby, iar alții, în frunte cu Lazăr Breyer, trec la Clubul Colentina A.C. București. După Primul Război Mondial, Olympia revine și, începând din 1921, participă la campionatul regiunii București. În perioada competițională predivizionară, Olympia reușește o singură dată să depășească faza regională (1927-1928) și să se califice în turneul final al campionatului național, eliminată fiind de Colțea Brașov (1-3), în sferturi. În sistemul divizionar participă în 1937-1938 în Liga de Sud a Diviziei C (locul II), iar în 1940-1941 în Divizia secundă (locul IV în seria a 3-a). 

## După Al doilea Război Mondial
După cel de-al Doilea Război Mondial, echipa reapare în campionatul districtual București sub numele de Olympia-Rhein, după care își încetează activitatea, rămânând în urma sa doar faima cartierului și a terenului ACSA (Belu / Constructorul), inaugurat în 1927, unde s-au format și au activat, de-a lungul anilor, trei generații de jucători. Prima, 1925-1937, cu M. Cruțescu, P. Kroner, Em. Kroner, Robe, Subășeanu, Taciuc. Cea de a doua, 1938-1944, cu Sucitulescu, Valentin Stănescu, Catană, Panait, Ion Vasile, Aștileanu, Gică Nicolae, Gain, Fabian, C. Rădulescu-„Jumate”, C. Simionescu. Din a treia generație (ultima), remarcăm nume sonore ca cele ale lui Voinescu I, Voinescu II, Alexandru Ene, Valeriu Călinoiu, Titi Popescu, Ciocea, frații Medrea, Gheorghiu, Andreescu, Jipa. Acest club a dispărut definitiv în anul 1946.
Jucătorii din lotul Olympiei care au evoluat pentru echipa națională au fost (este vorba despre selecțiile pe care le-au avut doar cât au fost la Olympia): Hans Paulini (o selecție), Ilie Subășeanu (două selecții - un gol), Cornel Robe (șapte selecții) și Radu Niculescu (o selecție).

## Palmares
Divizia A
Câștigătoare (2) : 1909-10, 1910-11
Vicecampioană (1) : 1911-12

## Lotul sezonului 1909-1910

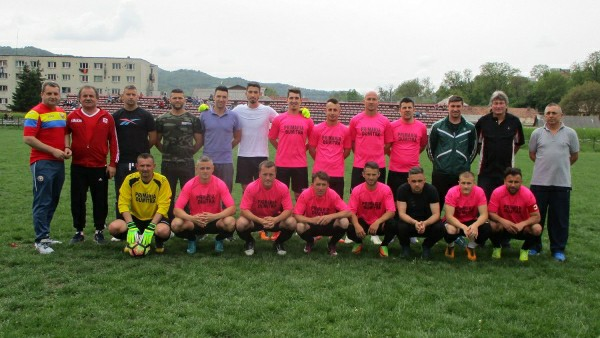
Echipa

| Nr. |         | Poziție | Jucător                |
| --- | ------- | ------- | ---------------------- |
| -   | România | P       | Neftzer                |
| -   | România | F       | Winter                 |
| -   | România | F       | Hartman                |
| -   | România | F       | Charles Viereck (cpt.) |
| -   | România | F       | Mario Gebauer          |
| -   | România | M       | Nicolae Apostolescu    |
| -   | România | M       | M. Russo               |
| -   | România | M       | Lazăr Breyer           |
| -   | România | M       | Cominovici             |

| Nr. |         | Poziție | Jucător           |
| --- | ------- | ------- | ----------------- |
| -   | România | M       | Grigore Georgescu |
| -   | România | M       | Grunberg          |
| -   | România | M       | Gogu Dragomirescu |
| -   | România | M       | Mitty Niculescu   |
| -   | România | M       | Kemeny            |
| -   | România | A       | Neagu Boerescu    |
| -   | România | A       | Theodor Davila    |
| -   | România | A       | Horia Roman       |
| -   | România | A       | Bărbulescu        |

## Jucători emblematici
| Portari                            | Fundași         | Mijlocași                                                                             | Atacanți | Antrenori |
| ---------------------------------- | --------------- | ------------------------------------------------------------------------------------- | --- | --------- |
| - Valentin Stănescu - Ion Voinescu | - Mario Gebauer | - Romeo Catană - Valeriu Călinoiu - Corneliu Robe - Cornel Simionescu - Alexandru Ene | - Mitty Niculescu - Lazăr Breyer - Sigmund Grunberg - Țane Săvulescu - Ilie Subășeanu - Nicolae Voinescu - George Vraca - Constantin Titi Popescu |           |

## Internaționali importanți
- Corneliu Robe
- Ilie Subășeanu